# Jihobanátský okruh
Jihobanátský okruh (srbsky Južnobanatski okrug, cyrilicí Јужнобанатски округ, chorvatsky Južnobanatski okrug, maďarsky Dél Bánsági Körzet, slovensky Juhobanátsky okres, rusínsky  Јужнобанатски окрух, rumunsky Districtul Banatul de Sud) leží na severovýchodě Srbska, v regionu Banát, který se nachází v autonomní provincii Vojvodina. V roce 2002 zde žilo 313 937 obyvatel. Správní centrum je ve městě Pančevo.

## Správní členění
- Plandište
- Opovo
- Kovačica
- Alibunar
- Vršac
- Bela Crkva
- Pančevo
- Kovin

## Etnické skupiny
- Srbové (70.28%)
- Rumuni (6.88%)
- Maďaři (4.91%)
- Slováci (4.84%)
- Makedonci (2.43%)
- Cikáni (1.99%)
- Jugoslávci (1.81%)